# Danske piger viser alt
Danske piger viser alt (titolo internazionale: Danish Girls Show Everything) è un film del 1996 in 20 episodi diretti da altrettanti registi di varie nazionalità, fra cui Mika Kaurismäki, Dušan Makavejev, Zhang Yuan e Krzysztof Zanussi. Il film esplora elementi della cultura danese con diversi stili cinematografici, che includono la commedia, il documentario, l'animazione e il cinema sperimentale.

## Trama
- Vejret: una giornata nella Rådhusplads, a Copenhagen, dal punto di vista di edifici e statue, e in particolare delle Vejrpigerne, gruppo scultoreo femminile semovente.
- Forventninger: Krzysztof Zanussi discute con Sofie Gråbøl degli stereotipi sulle ragazze danesi e dell'esperienza dell'attrice sul set del film Il tocco della mano.
- Mig: due voci fuori campo, una maschile e una femminile, monologano su questioni personali mentre scorrono dettagli sgranati di corpi e oggetti, in particolare il volto bendato di una ragazza e un paio di forbici.
- Meditation: una donna cura il giardino e prepara il barbecue con i due figli adulti. Poi imbraccia un fucile e spara a un bersaglio in un poligono di tiro.
- Danting: l'unica superstite di una stirpe reale rimane in contatto col suo popolo attraverso la telepatia.
- Mine Ting: in una camera da letto, una giovane donna col volto coperto da una maschera passa in rassegna alcuni suoi effetti personali, leggendo dettagliatamente le etichette dei prodotti di bellezza.
- Lette Gevandter: un uomo osserva di nascosto una giovane donna che danza su un vecchio molo. Poi la rincorre attraverso la città e, quando la raggiunge, la donna gli offre tre saggi consigli. Ma l'uomo non riesce a sentire l'ultimo: "Non dare consigli a un uomo appena sveglio. Alcuni strappi non possono essere rattoppati".
- Arkæologi: durante l'inverno, l'archeologa Charlotte Damm rivisita un sito di scavi norvegese.
- Centrum: su un prato, un gruppo di persone gioca con una palla che rimane sempre miracolosamente al centro di un'inquadratura a picco.
- Livet i 6 Trin: su una spiaggia, una donna indica la bandiera danese; in una catena di montaggio di un'industria ittica, una donna mostra il corpo di un pesce alla macchina da presa; nel corridoio di un ospedale, una dottoressa si denuda il petto e ausculta il proprio cuore; in una chiesa, una coppia di sposi si abbracciano; di notte, in riva al mare, una donna si tocca il capo e il petto, e poi offre alla macchina da presa un manufatto; una donna si addormenta a letto e si agita durante il sonno.
- Berlin Retur: una donna si reca ad Alexanderplatz, a Berlino, con una lastra di vetro trasparente in mano. Alle immagini dei canteri per la ricostruzione dell'area, si sovrappongono filmati di repertorio di inizio secolo, poi della seconda guerra mondiale, degli anni '60 e infine della caduta del muro di Berlino, mentre la donna si ritrova protagonista degli avvenimenti storici documentati.
- Casting: Due giovani attrici danesi a Hollywood partecipano a un provino. Una rifiuta di spogliarsi per la parte, l'altra viene rifiutata.
- Peeping: In un albergo di un piccolo villaggio della Cina, una studentessa danese spia le vite del gestore e di una bella ragazza cinese.
- Drøm: Un montaggio di fotografie di atrocità commesse durante la guerra è alternato a riprese realizzate in una fattoria e a spezzoni del film Manifesto.
- Lykke: una donna occidentale discute di felicità con un gruppo di orientali
- Min Far: una donna ricorda il padre mentre osserva gli uccelli impagliati da lui e una vecchia foto che lo ritrae.
- Æbleflæsk: corto in animazione; una donna senza testa si infila un pennello nel collo e ne espelle quadri; una donna con gli occhiali prepara il maiale stufato con le mele.
- Rytme: in Brasile, una matura signora danese con la passione per il ballo spiega cos'è il samba.
- Tobak: una signora molto anziana fuma una sigaretta seduta al tavolino di un bar; poi si alza ed esce dal locale.
- Why Don't We: un uomo completamente nudo si aggira per la città suonando un flauto; pian piano, molte altre persone si denudano e si uniscono alla sua marcia.